# A Colonial Belle
Pour plus de détails, voir Fiche technique et Distribution.
A Colonial Belle est un film muet américain réalisé par Sidney Olcott, sorti en 1910 avec Gene Gauntier, James Vincent et Robert G. Vignola dans les rôles principaux.
Le film relate un épisode de la guerre d'indépendance américaine en 1776.

## Fiche technique
- Titre original : A Colonial Belle
- Réalisateur : Sidney Olcott
- Société de production : Kalem Company
- Pays : États-Unis
- Lieu de tournage : Connecticut
- Longueur : 955 pieds
- Date de sortie :
  - États-Unis : 3 août 1910 (New York)

## Distribution
- Gene Gauntier
- James Vincent
- Mr Mitchell
- Mr Vosberg
- Robert G. Vignola
- George Melford